# Ford 20 M TS OSI Coupé
La Ford OSI 20 M TS Coupé è una vettura costruita dalla Officine Stampaggi Industriali (da cui l'acronimo OSI) tra il 1967 ed il 1968.

## Il contesto
Nel 1965 la Ford europea decise di mettere in cantiere una vettura coupé innovativa, per il compimento della quale, tuttavia, occorrevano alcuni anni di studio e preparazione.
Nel frattempo le case concorrenti, nazionali ed estere, guadagnavano terreno nel settore delle automobili sportive che, per quanto limitato nei numeri di vendita, aveva riflessi molto importanti sull'immagine del marchio.
Diveniva quindi necessario trovare una soluzione temporanea che consentisse alla Ford di mantenere il proprio prestigio sportivo, almeno fino alla realizzazione del nuovo modello "Capri".
La soluzione al problema venne individuata nel dare incarico alla OSI di Torino per la realizzazione di una vettura coupé, basata su pianale e meccanica della "20 M TS", da proporre per il mercato tedesco.

## La vettura
In pochi mesi di lavoro, la OSI presentò il prototipo definitivo, con una livrea tipicamente italiana disegnata da Sergio Sartorelli, che venne immediatamente approvato dai dirigenti Ford ed esposto al Salone di Ginevra del 1966.
Si tratta di un coupé da quattro posti le cui prestazioni, a dispetto della linea aggressiva, non differiscono particolarmente da quelle del modello da cui discende, soprattutto per la qualità della tenuta di strada, inficiata da un passo inusualmente ampio per un'automobile sportiva.
Tuttavia, le pregevoli finiture, l'aspetto aggressivo e la motorizzazione esacilindrica da 2 300 cm³, conferiscono alla vettura prestazioni sufficienti ed un certo fascino che le consentono di ben figurare nel panorama produttivo dell'epoca.
Inoltre, anche grazie al prezzo di listino concorrenziale con vetture di similare cilindrata e tipologia, le prenotazioni sul mercato tedesco furono immediatamente soddisfacenti, tanto da far decidere la vendita anche in Italia, Francia, Belgio, Paesi Bassi, Svizzera e Austria. In Italia la "Ford-Osi Coupé" fu messa sul mercato nel settembre 1967 alla cifra di L. 2.500.000.
Visto il successo, al Salone di Torino del novembre 1967, nello stand Ford accompagnava la "Ford-Osi Coupé" un'elegante versione cabriolet e anch'essa suscitò un favorevole consenso nei visitatori e nella stampa specializzata.
Finanziariamente indebolita dagli ingenti costi sostenuti per le concept car realizzate negli anni precedenti, alla fine del 1968 la OSI decise di chiudere il settore automobilistico e proseguire esclusivamente nel campo degli stampi industriali. La produzione della "Ford-OSI Coupé" si interruppe, quindi, in quello stesso anno dopo 2 200 esemplari costruiti e la versione cabriolet rimase un esemplare unico.

## Dati tecnici

### Produzione
Alla fine del 1968, la OSI decise di chiudere il settore automobilistico e proseguire esclusivamente nel campo degli stampi industriali. La produzione della "Ford-OSI Coupé" si interruppe, quindi, in quello stesso anno dopo 2 200 esemplari costruiti e un unico esemplare della versione cabriolet.
Secondo Joachim Kuch nel suo libro Ford in Deutschland, furono prodotti 2.200 esemplari mentre numerose altre fonti, tra cui la stessa Ford Deutschland, assicurano che sono 3.500 gli esemplari prodotti e venduti. Per festeggiare i 50 anni del lancio della OSI-Ford 20 M TS, il Club OSI IG DE aveva censito 200 esemplari ancora in circolazione.